# Ingun Christensen
Ingun Christensen (født i 1968) er en færøsk børnebogsforfatter, som er opvokset i Hósvík i et tosproget hjem med en færøsk mor og en dansk far. Hun bor i Hósvík sammen med sin søn. Hun boede i Danmark i 7-8 år, hvor hun tog uddannelse som korrespondent i engelsk/tysk og BA/ED uddannelse i engelsk. Hun har arbejdet med turisme, men de senere år har hun arbejdet som korrespondent, translatør og sekretær. Fra 1. juli 2015 er hun ansat som daglig leder for Meginfelag Áhugaleikara Føroya, forkortes MáF, (Landsforeningen for Færøernes Amatørskuespillere), efter at hun havde arbejdet der som afløser i ti måneder.
Christensen debuterede som forfatter i 2009, da digtet "Trælabundin" blev publiceret i magasinet Kvinna (Kvinde). I 2010 udgav hun sin første børnebog, "Garðavættrarnir gera uppreistur" sammen med en CD hvor Elin á Rógvi læser højt og elever fra Eysturskúlin i Tórshavn synger sange under ledelse af Jóanna Johansen og Pauli Hansen, som begge er lærere og musikere. Ingun Christensen har selv komponeret melodierne til sangene. I 2013 udkom børnebogen "Eiturkoppaprinsessan" (Edderkoppeprinsessen), i 2014 og 2015 udgav hun to bøger om drengen Rani, som flyttede fra byen til en mindre bygd, efter at forældrene er gået hver til sit. Den første Rani-bog udkom i 2014 med titlen Rani I - Ein nýggj byrjan (Rani I - en ny start), den anden Rani-bog udkom året efter med titlen Rani II - Vár og vónir (Rani II - Forår og håb).

### Bøger
- 2019 Marin fær ein lítlabeiggja
- 2019 Húsfrúgvin í Húsavík
- 2019 Løgmansdóttirin á Steig
- 2018 Katrin í Toftum
- 2018 Marin og Hjartavætturin[5]
- 2017 Annika í Dímun
- 2015 Skuggamyndir
- 2015 Rani II - Vár og vónir - (Forår og håb) (Børnebog)[6]
- 2014 Rani I - Ein nýggj byrjan - (En ny start) (Børnebog)[7]
- 2013 Eiturkoppaprinsessan - (Edderkoppeprinsessen) (Børnebog)[8]
- 2010 Garðvættrarnir gera uppreistur - (Vættrene på bondegården gør oprør) (Børnebog og CD)[9]

### Noveller
- 2018 Eingin tíð (publiceret i Mín Jólabók, 2018)
- 2014 Ein lítil dukka í reyðum morgunskóm [10] (Publiceret i Mín Jólabók, 2014)
- 2013 Jóladunnan [11] (publiceret i Mín jólabók, 2013).

### Digte
- 2009 Trælabundin (publiceret i magasinet Kvinna)